# Micranoplium unicolor
Micranoplium unicolor är en skalbaggsart som först beskrevs av Samuel Stehman Haldeman 1847.  Micranoplium unicolor ingår i släktet Micranoplium och familjen långhorningar. Inga underarter finns listade i Catalogue of Life.